# Frauengefängnis Kantstraße

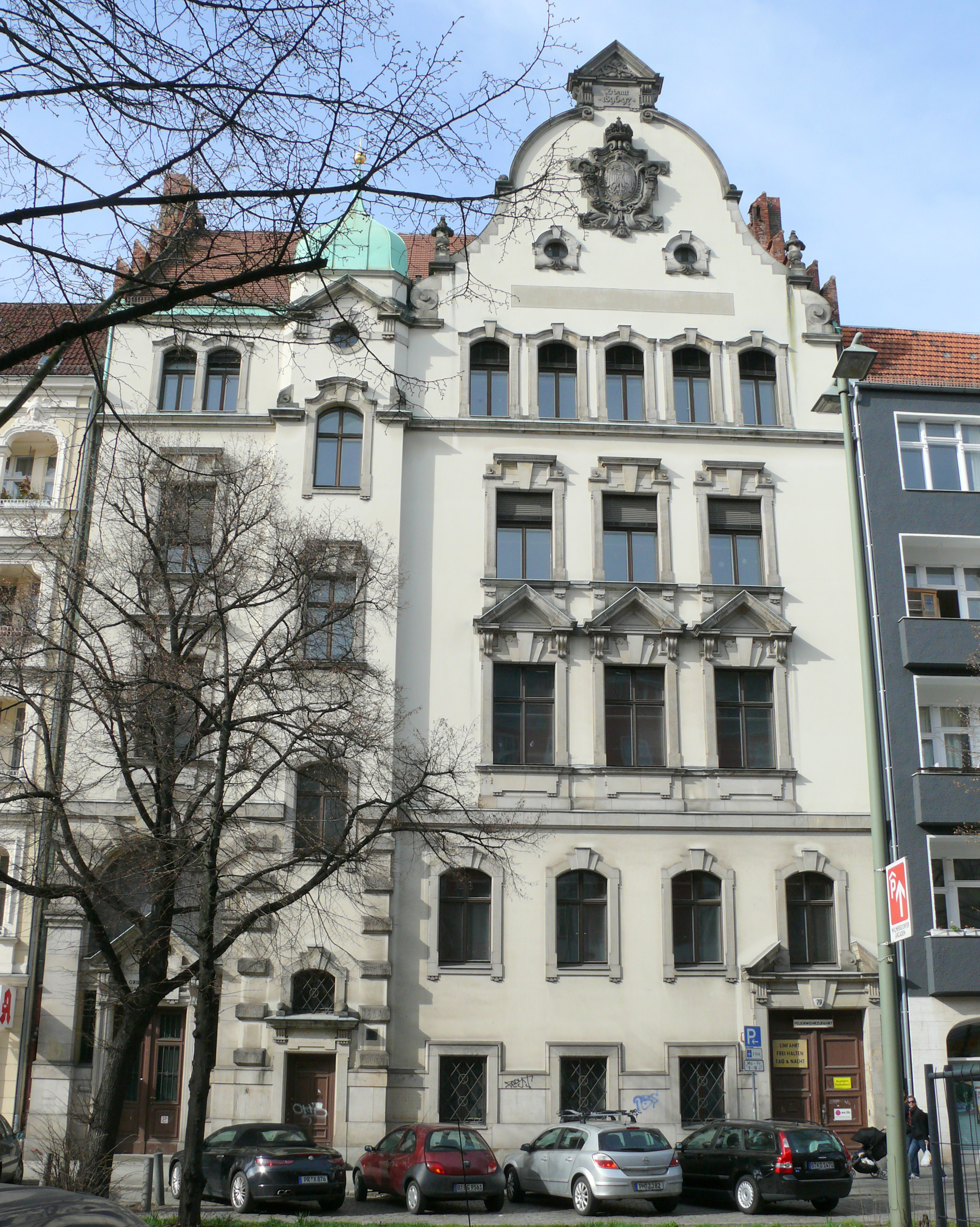
Vorderhaus in der Kantstraße 79

Das ehemalige Frauengefängnis Kantstraße im Berliner Ortsteil Charlottenburg aus dem Jahr 1896 steht als Baudenkmal unter Denkmalschutz und wurde 2022 zum Hotel umgenutzt. Der eigentliche Gefängnisbau liegt im Blockinneren und ist über das Randgrundstück Kantstraße 79 erschlossen. Das Vorderhaus an der Kantstraße ist ein zeitgleich entstandenes Gerichtsgebäude, das – eher ungewöhnlich für Justizbauten dieser Epoche – in die geschlossene Bebauung der Straße eingefügt wurde.

## Geschichte
Die Gebäude wurden 1896 nach Plänen der Architekten und preußischen Baubeamten Adolf Bürckner und Eduard Fürstenau im Stil der Neorenaissance als Strafgericht mit dazugehörigem Gefängnis errichtet.
Das Vorderhaus wurde als Schöffengericht mit vier Abteilungen genutzt und  beherbergte später das Nachlassgericht, dann die Landesanstalt für Chemie und zuletzt das Grundbuchamt des Bezirks Charlottenburg-Wilmersdorf.

## Frauengefängnis
Die Nutzung als Frauengefängnis ist bis in die 1960er Jahre belegt, in der Zeit des Nationalsozialismus waren hier prominente Widerstandskämpferinnen inhaftiert. darunter Rita Arnould, Elfriede Paul, Cato Bontjes van Beek, Libertas Schulze-Boysen und Greta Kuckhoff. Während der Studentenunruhen der 1960er Jahre war im Frauengefängnis die Schriftstellerin Ulrike Edschmid inhaftiert. Zuletzt diente das Haus bis 1985 als Jugendarrestanstalt.
2022 wurde in den Gebäuden ein Hotel eröffnet. Dabei blieben Spuren der früheren Nutzung des Gebäudes erhalten, soweit in einem Hotel möglich. Außerdem ist ein Gedenkraum für die hier inhaftierten Opfer der NS-Diktatur eingerichtet.

## Bekannte Frauen, die im Frauengefängnis Kantstraße inhaftiert waren
- Rita Arnould
- Cato Bontjes van Beek
- Erika Gräfin von Brockdorff
- Eva-Maria Buch
- Ursula Goetze
- Antonie Graudenz
- Mildred Harnack
- Marta Husemann
- Annie Krauß
- Greta Kuckhoff
- Elfriede Paul
- Eva Rittmeister
- Ilse Schaeffer
- Lotte Schleif
- Rose Schlösinger
- Oda Schottmüller
- Martha Schulze
- Libertas Schulze-Boysen
- Maria Terwiel
- Hannelore Thiel
- Joy Weisenborn